# Stenokranio boldi
Stenokranio boldi — викопний вид земноводних вимерлого ряду темноспондилів (Temnospondyli), що існував на межі кам'яновугільного та пермського періодів (299 млн років тому).

## Історія досліджень
Скам'янілі рештки двох особин виявлені у 2013 та 2018 роках у кар'єрі Ремігіусберг неподалік міста Кузель у землі Рейнланд-Пфальц на заході Німеччини. Відкладеня належать до формації Ремігіусберг у басейні Саар-Наге. На основі цих зразків у 2024 році німецько-американська команда палеонтологів описала нові рід та вид еріопідів. Родова назва Stenokranio складається з двох грецький слів: στενός — «вузький», κρανίο — «череп». Назва виду boldi вшановує покійного Рудольфа Больда з Раммельсбаха поблизу Кузеля, який у 2002 році знайшов голотип і єдиний відомий зразок ремігіусберзького сфенакодонтида Cryptovenator hirschbergeri Fröbisch et al., 2011.
Матеріал складається з двох майже повних черепів, один довжиною майже 25 сантиметрів (голотип) і інший довжиною 27 сантиметрів (паратип). Приналежність іншої знахідки, ізольовано знайденої нижньої щелепи, невідома, але вона, ймовірно, належить іншому, раніше неописаному виду. Ще кілька кісток доступні від другої особини (паратип): деякі хребці, включаючи атлант, і ребра. Тому опис виду базується майже виключно на особливостях черепа. Реконструкція форми тіла заснована на аналогіях з іншими, повнішими збереженими темноспондилами, зокрема з близькоспорідненим північноамериканським родом Eryops.

## Опис
Масивні, схожі на крокодилів тварини реконструйовані з довжиною тіла приблизно до 1,5 метра. Що характерно для черепа Stenocranio, так це його контури, якщо дивитися зверху. Сплощений дах черепа відносно вузький у задній частині, майже паралельний, з прямими бічними краями. За цією ознакою рід був названий Stenokranio (вузький череп). Передній кінець черепа рівномірно закруглений і відносно широкий. Кістки черепа важкі та щільні з типовою поверхневою скульптурою невеликих ямок, розділених вузькими виступами. Очні ямки розташовані на верхній частині черепа (як у сучасних крокодилів), відносно далеко ззаду. Структури (борозни), які б вказували на наявність органу бічної лінії, не розвинені. Верхня і нижня щелепи мають численні дрібні зуби типової форми темноспондилів, поверхня яких складена в численні поздовжні ямки («лабіринт»). Бічні зуби загнуті всередину.